# 坎比亞
坎比亞是西非國家塞拉利昂的城鎮，也是坎比亞區的首府，位於首都弗里敦以北約129公里，距離與畿內亞接壤的邊境，居民主要從事自給農業，2010年人口12,741。
9°07′N 12°55′W / 9.117°N 12.917°W